# 阿穆里亞區
阿穆里亞區是非洲中部國家烏干達的111個區之一，由東部區負責管轄，首府是阿穆里亞，距離索羅提約44公里，主要的經濟產業是自給農業和畜牧業，2010年人口估計為315,900。

## 外部連結
- Amuria District Homepage

02°02′N 33°39′E / 2.033°N 33.650°E